# Stadtwerke Neuburg an der Donau
Die Stadtwerke Neuburg an der Donau sind der regionale Energieversorger in Neuburg an der Donau und Umgebung.

## Geschichte
1960 erfolgte die Gründung des Unternehmens sowie die Übernahme der Wasserversorgung. 1961 konnte die Übernahme der Stromversorgung vollzogen werden. Im Jahr 1989 gingen die Bäder (Freibad und Parkbad) in den Besitz der Stadtwerke über – sowie auch 1991 die Tiefgaragen. 1992 wurde das Wasserwerk neu gebaut und 1993 erfolgte die Inbetriebnahme der Stadtbuslinie. Seit 1995 gewähren die Stadtwerke die Stromversorgung in allen Ortsteilen. Auch das Gasnetz wurde im Jahr 1996 übernommen. Die Bäder wurden 1999 komplett modernisiert. In den Ortsteilen Oberhausen/Unterhausen/Sinning erfolgte die Übernahme der Wasserversorgung im Jahr 2006. Die Gründung der Sparte Wärmeversorgung und der Baubeginn des ersten Nahwärmenetzes waren im Jahr 2010. Die industrielle Abwärme kann seit 2012 genutzt werden. Die Fertigstellung der ersten Abwärmenutzung und der Ausbau der Nahwärmenetze wurden 2013 vollzogen.

## Produkte

### Strom
Das Stromnetz hat eine Länge von 723 km und eine Stromabgabe von etwa 267.730.000 kWh p. a.

### Erdgas
Das Erdgasnetz hat eine Länge von 180 km und eine Erdgasabgabe von etwa 724.000.000 kWh p. a.

### Trinkwasser
Das Wasserwerk am Sehensander Forst hat ein Fördervolumen von 40 bis 80 Liter/s. Mit einer Länge von 343 km und einer Abgabe von 2.62.600 m³/Jahr für 7.000 Haushalte ist der Speicherhochbehälter gut ausgelastet.
Nahwärme
Das Nahwärmenetz hat eine Länge von 49 km und eine Wärmeabgabe von 71.824.500 kWh p. a. Es werden ca. 3000 Wohneinheiten versorgt, des Weiteren 31 öffentliche Gebäude und 39 Gewerbeeinheiten.

### Bäder
Ins Brandlbad Neuburg kommen etwa 85.000 Besucher pro Saison und auch das Hallenbad Neuburg besuchen in etwa 135.000 Badegäste p. a.

### Öffentlicher Nahverkehr
Etwa 370.000 Fahrgäste nutzen jährlich den Neuburger Stadtbus. In den Tiefgaragen und an den Parkdecks werden pro Jahr etwa 152.000 Tickets gekauft.

## Engagement
Der Ausbau der erneuerbaren Energien steht im  Vordergrund.